# Lovenella rugosa
Lovenella rugosa är en nässeldjursart som beskrevs av John Fraser 1948. Lovenella rugosa ingår i släktet Lovenella och familjen Lovenellidae. Inga underarter finns listade i Catalogue of Life.